# Lucius Cassius Longinus (proconsul en 48 av. J.-C.)
Lucius Cassius Longinus est le frère de Caius Cassius, l'un des principaux instigateurs de l'assassinat de Jules César.

## Biographie

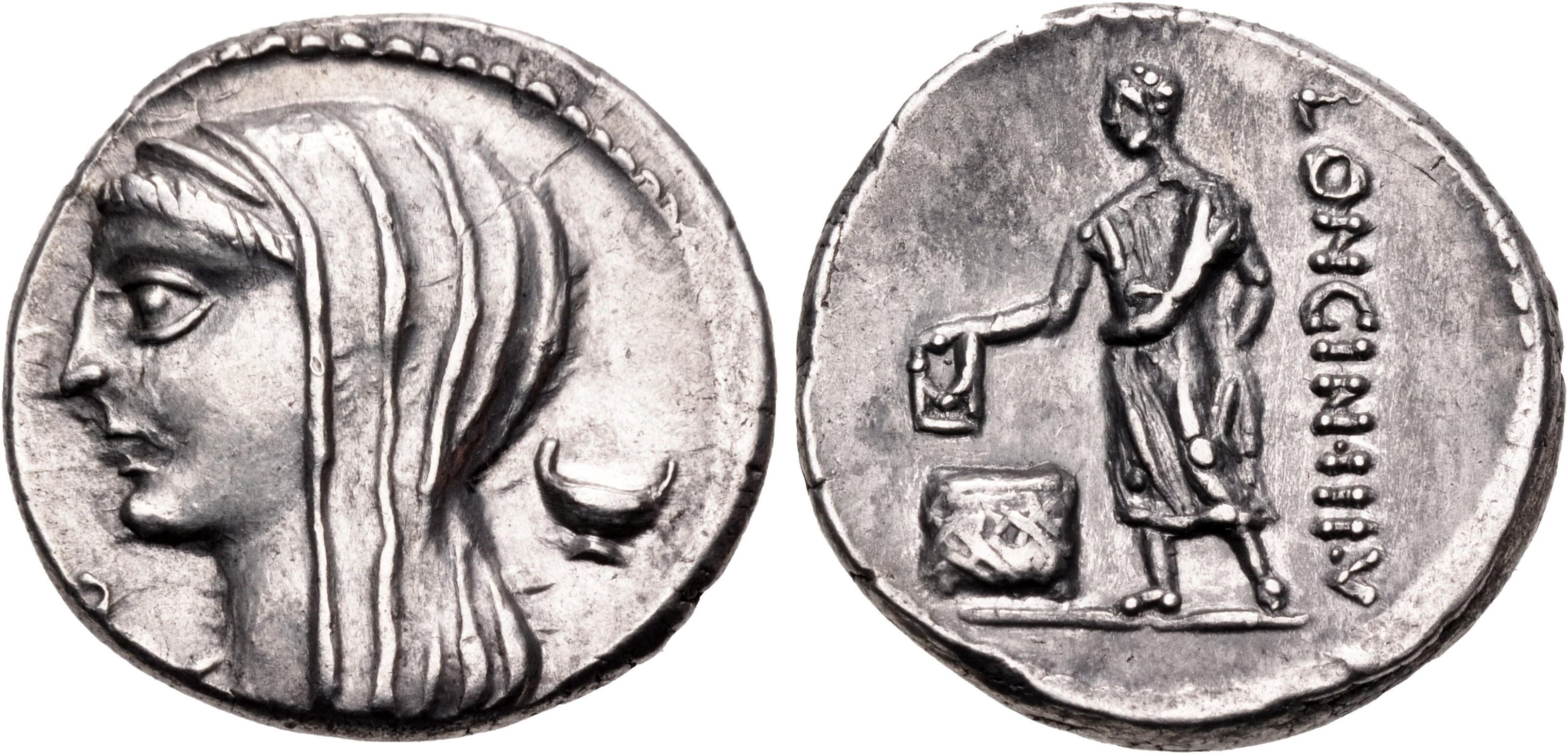
Denier frappé par Lucius Longinus en -63, représentant Vesta à l'avers et un citoyen romain votant au revers. Les deux visages font allusion au Procès des Vestales

Vers 52 av. J.-C., Lucius est magistrat monétaire en 63 av. J.-C. Il frappe des deniers faisant référence au célèbre procès des vestales de 114-113 av. J.-C., procès instruit par son ancêtre Lucius Cassius Longinus Ravilla.  Il est proconsul par nomination de César en 48 av. J.-C., pendant la guerre civile. Il occupe la Thessalie, mais est contraint par Metellus Scipion de battre en retraite, après quoi il rejoint Calvisius Sabinus en Étolie. Il est tribun de la plèbe en 44 av. J.-C., année où les tribuns de la plèbe sont exceptionnellement nombreux et son frère détient alors la préture. Avec ses collègues tribuns Tibère Canutius et Decimus Carfulenus, L. Cassius est exclu de l'importante réunion du sénat romain tenue le 28 novembre pour réattribuer plusieurs provinces pour l'année suivante. Un projet de loi permettant à César d'ajouter de nouvelles familles au patriciat est probablement parrainé par lui plutôt que par son frère en tant que préteur.